# 晉哀侯
晉哀侯（前8世纪?—前709年），姬姓，名光，是春秋時期諸侯國晉國的國君，晉鄂侯之子，晉國第十五任君主，在位9年。
哀侯八年（前710年），晉入侵其都城以南的小邑陘廷，陘廷與曲沃武公在次年聯兵伐晉，哀侯被俘。晉人立哀侯之子小子為君，是為晉小子侯。小子元年，曲沃武公派自己的叔父韩万殺了晉哀侯。